# Luc Pilmeyer
Luc Pilmeyer est un artiste peintre, photographe et vidéo-animateur, né à Liège le 3 avril 1960. Il est autodidacte  tant pour ses dessins aux crayons de couleur que pour ses travaux digitaux. Il présente de nombreuses expositions en Europe et réalise de nombreuses vidéo-animations, notamment pour Gong, Can et Robert Wyatt. Il réalise également divers sites web comme celui de Didier Malherbe. 

## Parcours
- Professeur à l'University of Errors, sous la direction de Daevid Allen, ( Gong et Soft Machine ).
- Expositions à Liège, Huy, Jodoigne, Linkebeek, Verviers, Oupeye, Fléron, Soumagne, Argüeles, Londres, Stuttgart et Berlin[2]etc...
- Collaborations avec de nombreux musiciens et plus particulièrement Can (groupe), Holger Czukay, Robert Wyatt[3], Daevid Allen, Gong (groupe), Gilli Smyth, Didier Malherbe[1], Mark Hewins, Michel Banabila, Phil Miller, Mike Howlett, Shyamal Maitra...

## Œuvres principales

### Livres
- Gong Friends, Photos et Poésies en collaboration avec Gilli Smyth, chanteuse du groupe Gong, 2010[4]
- Vision , 50 dessins, 2011[2]

### DVD
- Halleluhwah à Hommage à Can, 8 web-clips (exposition de Stuttgart et Berlin).
- Webcartoons avec U-She and Holger Czukay
- Webvideology avec Gong[5]

## Liens
- Site personnel

## références
1. 1 2  « DIDIER MALHERBE », sur didiermalherbe.com (consulté le 11 avril 2023).
2. 1 2  « Luc pilmeyer gallery », sur pilmeyer.com (consulté le 11 avril 2023).
3. ↑  Web video: Conférence académique à l'Université de Liège: "Creativity", https://www.youtube.com/watch?v=mmGYphCz6Tg&list=UUAmljsuz8eBsFuEzzbPLoSA
4. ↑  « GONG FRIENDS », sur pilmeyer.com (consulté le 11 avril 2023).
5. ↑  « UNIVERSITY OF ERRORS », sur universityoferrors.com (consulté le 11 avril 2023).